# تایوو اونیای
تایوو اونیای (هلندی: Taiwo Awoniyi؛ زادهٔ ۱۲ اوت ۱۹۹۷) بازیکن فوتبال اهل نیجریه است که برای باشگاه ناتینگهام فارست بازی می‌کند.

## باشگاهی
از باشگاه‌هایی که در آن بازی کرده‌است می‌توان به باشگاه فوتبال اف‌اس‌وی فرانکفورت آلمان اشاره کرد.